# Adenoa cubensis
Genre
Espèce
Adenoa cubensis, unique représentant du genre Adenoa, est une espèce de plantes à fleur de la famille des Turneraceae. 

## Répartition
Adenoa cubensis est originaire du Sud-Ouest de Cuba. On le trouve dans le parc national de La Mensura-Piloto, le parc national de Pico Cristal, le parc national Alejandro de Humboldt et la réserve floristique dirigée de Loma Miraflores. Cette espèce se rencontre entre 400 et 750 m d'altitude.

## Description

### Morphologie
Adenoa cubensis est un arbuste de 1 à 3 mètres de haut dont les feuilles sont décrites comme étant oblancéolées ou obovales, longues de 4 à 8 cm et larges de 1 à 2,2 cm. Les graines sont décrites comme étant piriformes. A. cubensis n'a pas de poils glandulaires et a des colléters végétatifs.

#### Morphologie des fleurs
Adenoa cubensis a des fleurs homostylées blanches (3 cm) avec un style saillant, un pédoncule libre de 1,5 cm, et un pédicelle court de 0,5 cm. Les étamines d’A. cubensis sont libres, comme celles de Piriqueta. Les anthères sont obtuses. Dans l'ensemble, les fleurs d’A. cubensis sont considérées comme plus complexes que celles d’Erblichia mais plus simples que celles de Turnera et Piriqueta. En plus des différences dans la complexité des fleurs, il existe des différences entre l'exine du pollen d’A. cubensis et l'exine d'autres membres des Turneroideae.

### Caryotype
Adenoa cubensis est une espèce diploïde (2n=14). Ses chromosomes sont de taille similaire à ceux de Turnera mais plus grands que ceux de Piriqueta.

## Conservation
En 2023, A. cubensis est classée comme vulnérable. Il existe au moins dix localités, mais le nombre d'individus matures et la superficie occupée par les localités diminuent. Cette diminution est probablement le résultat de l'exploitation minière, des incendies, de l'exploitation forestière, de la gestion des forêts et de l'urbanisation.

## Systématique
Adenoa est un genre monotypique, ne contenant que l'espèce Adenoa cubensis,.
L'espèce Adenoa cubensis a été initialement décrite en 1915 par Britton & P.Wilson (d) sous le basionyme Piriqueta cubensis puis reclassée en 1977 par María Mercedes Arbo (d) comme espèce type du genre Adenoa,. Son nom correct complet (avec auteur) de ce taxon est Adenoa cubensis (Britton & P.Wilson) Arbo.
Adenoa cubensis a pour synonyme :
- Piriqueta cubensis Britton & P.Wilson

Des spécimens d'herbier ont été collectés entre le río Yamanigüey (ceb) et Camp Toa (province d'Oriente (en)), et la sierra de Nipe (es).

### Étymologie
Le nom générique, Adenoa, dérive du grec ancien ἀδένος, adénos, « glande ».
L'épithète spécifique, composée de cuba et du suffixe latin -ensis, « qui vit dans, qui habite », lui a été donnée en référence à sa localité type, Cuba.

### Publications originales
- Genre Adenoa et espèce Adenoa cubensis :
  - (es + la) María M. Arbo, « Adenoa, nuevo genero americano de Turneraceae », Hickenia, San Isidro (Argentine), vol. 1, no 16,‎ novembre 1977, p. 87-91 (ISSN 0325-3732, e-ISSN 1850-1702, lire en ligne, consulté le 22 septembre 2024).
- Espèce sous le basionyme Piriqueta cubensis :
  - (en) Nathaniel Lord Britton, « Studies of West Indian plants - VI », Bulletin of the Torrey Botanical Club, États-Unis, vol. 42, no 7,‎ juillet 1915, p. 365-392 (ISSN 0040-9618, e-ISSN 2325-8055, lire en ligne, consulté le 22 septembre 2024).